# 滝川市生活保護費不正受給事件
滝川市生活保護費不正受給事件（たきかわしせいかつほごひふせいじゅきゅうじけん）は、2007年に北海道滝川市で生活保護費の詐欺（不正受給）が発覚した事件。生活保護のあり方や支給基準について、見直しが進むきっかけとなった事件である。

北海道では事件を契機に、生活保護受給者の不正受給の指摘や告発が増えた（例：身体障害者手帳集団不正取得事件）。

## 経緯
2006年、首謀者である暴力団の組員が札幌市から滝川市へ転入。その際に、病気を理由に生活保護の認定を受けた。やがて病気の治療に滝川市から北海道大学附属病院まで介護タクシーで通院を要するという名目で1回当たり約30万円の移送費（交通費）を滝川市に請求し、受給するようになった。請求額は、2007年11月までの間に約2億円に達し、ほぼ全額が回収不能となった。
組員は滝川市に居住していた実態はなく、札幌市内の温泉付豪華マンションに居住しながら通院しており、組員の妻とともに滝川市から支給された金を不動産の購入や遊興費、覚醒剤の購入代金に充てていたという。

## 滝川市の対応
滝川市の一部の監査委員は、2006年の段階で異常な額の支給に気づき、市側に「夫婦川に環流しているのでは」と注意喚起を行っていたが、長距離通院の必要性を認める医師の診断や通院の事実があったことなどから対策が進まなかったという（詳細については外部リンクを参照のこと）。

## 捜査
2007年11月19日、北海道警は今月支給された介護タクシー料金150万円を騙し取ったとして組員の妻（当時37歳）、共謀した介護タクシー会社役員（当時57歳）と同社社員（当時40歳）を詐欺容疑で逮捕した。また、北海道警は一連の不正受給を主導して約2億円を騙し取ったとして首謀者の組員（当時42歳）を詐欺容疑で逮捕した。さらに組員と組員の妻は本事件に絡み覚醒剤を購入、使用したとして覚醒剤取締法違反で再逮捕された。
首謀者を逮捕したことで北海道警は他にも不正受給があると見て捜査を進めたところ、介護タクシー料金約2億円のみならず、生活保護費も不正受給していたことが発覚した。このため、北海道警は2008年2月9日、介護タクシー料金と生活保護費約2億4000万円を騙し取ったとして組員、組員の妻、共謀した介護タクシー会社役員と同社社員を詐欺容疑で再逮捕した。
市職員の不作為について刑事事件としての立件も検討されたが至らず、滝川市は2008年4月22日付で12人を懲戒処分としたことで決着をみている。

### 住民監査請求
2008年、元市議会議員が中心となった市民団体の一つは、滝川市に対し事件に関しての住民監査請求を行ったが、監査委員側は不適切な事務処理の一部を認めたものの、違法な事実は無かったとして棄却している。

## 組員の余罪
組員は滝川市に転出する前に居住していた札幌市からも、タクシー代金約500万円を不正受給していたことが明らかになった。この件に関しては滝川市の事件が発覚しても札幌市は公表しておらず、後に市長が定例記者会見で謝罪を行っている。

## 刑事裁判

### 組員と組員の妻の裁判
2008年2月19日、札幌地裁滝川支部（佐藤康平裁判官）で本事件に絡み覚醒剤を使用した事件の初公判が開かれ、罪状認否で2人はいずれも起訴事実を認めた。その後、2人は本事件について事実関係を全面的に認めたため、札幌地裁で併合審理されることが決まった。
2008年5月16日、札幌地裁（井上豊裁判長）で本事件の初公判が開かれ、検察側は「濡れ手で粟で公金を騙し取り、社会福祉の根幹を揺るがした罪は重い」として組員に懲役15年、組員の妻に懲役10年を求刑して即日結審した。
2008年6月25日、札幌地裁（井上豊裁判長）は組員に懲役13年（詐欺の他に覚せい剤取締法違反を含む）、組員の妻に懲役8年の判決を言い渡した。2人は判決を不服として控訴したが、後に組員は控訴を取り下げたため、懲役13年の判決が確定した。
2008年10月9日、札幌高裁（矢村宏裁判長）で組員の妻の控訴審初公判が開かれ、弁護側は組員との共謀を否認、検察側は控訴棄却を求めて即日結審した。
2008年12月2日、札幌高裁（矢村宏裁判長）は「被告自身も架空の請求であると分かり、詐欺の共同正犯も成立する。量刑不当とは言えない」として一審・札幌地裁の懲役8年の判決を支持、弁護側の控訴を棄却した。この判決に対して弁護側は上告しなかったため、懲役8年の判決が確定した。

### 介護タクシー会社役員と社員の裁判
2008年11月14日、札幌地裁（辻川靖夫裁判長）で初公判が開かれ、罪状認否で2人は「滝川市も架空請求を認識していた」と述べて無罪を主張した。また、冒頭陳述で弁護側は滝川市の対応にも不手際があったと主張したが、裁判長は「証拠で証明できない」として冒頭陳述のやり直しを命じた。
2008年12月15日、論告求刑公判が開かれ、検察側は「滝川市民が受けた被害は重大」として会社役員に懲役6年・罰金500万円、社員に懲役3年を求刑した。
2009年1月9日、札幌地裁（辻川靖夫裁判長）は共謀して行った架空請求に対して「市の対応に不十分な点があることを利用して相当額の利益を得た」として会社役員に懲役4年6月・罰金500万円、社員に懲役2年の判決を言い渡した。

## 民事裁判

### 組員らに対する民事訴訟
2008年6月21日、滝川市は詐欺罪で公判中の組員ら計7人と札幌市の介護タクシー会社に3460万円の損害賠償を求める訴訟を札幌地裁滝川支部に提訴した。
2009年9月10日、札幌地裁（橋詰均裁判長）は「原告側の落ち度を考慮して、損害賠償を軽減することはできない」として組員らに請求全額の3460万円を滝川市に支払うよう命じる判決を言い渡した。
2010年6月11日、札幌高裁（末永進裁判長）は「タクシー会社関係者と共謀の上、虚偽請求を行ったことは明らか」として一審・札幌地裁の判決を支持、組員側の控訴を棄却した。

### 滝川市に対する民事訴訟
2008年7月11日、滝川市民グループは滝川市に対し支給した介護タクシー代など約2億4000万円の賠償を求める訴訟を札幌地裁に提訴した。
2008年9月24日、札幌地裁（杉浦徳宏裁判長）で第1回口頭弁論が開かれ、意見陳述で原告側は「滝川市監査委員が高額支給を問題視していたのに市は調査を行わず、被害が拡大した」と主張した。一方、被告側は「行政手続きに不手際はなかった」として請求棄却を求めた。
2013年3月27日、札幌地裁（浅井憲裁判長）は「支給額自体が極めて異常。不正を疑い調査を徹底すれば、支給をやめられた」として、滝川市に対し保護費支出の決裁権者だった当時の福祉事務所長ら2人に損害賠償9785万円の支払いを命じる判決を言い渡した。滝川市は4月4日に判決を不服として控訴した。
2014年4月25日、札幌高裁（山崎勉裁判長）は滝川市幹部3人に対して合計1億3465万円の損害賠償の支払いを命じる判決を言い渡した。市、原告ともに上告しなかった事から判決が確定した。滝川市は判決後、元職員3人に対する損害賠償の請求等については、当時から組織の問題として取り組み、市職員や市民有志等による財政的損失の補填措置を完了させていることなどを主たる理由として総合的に考慮し、その全ての権利を放棄したいとして、元職員3人に対する請求を放棄する提案を滝川市議会に行い、提案は可決されている。
滝川市は、生活保護費詐欺事件に関し、厚生労働省から国庫負担金1億7915万円の返還を求められ、平成20年度末に支払うこととなった。この返還は基金を取り崩して対応し、基金の減少分は中長期的な財政運営に支障を来すため、新タッグ計画における収支改善目標に組み入れた。その復元にあたっては、職員の給与費削減を中心として達成することとした。